# Kościół Najświętszej Maryi Panny Królowej Wszechświata w Warszawie
Kościół Najświętszej Maryi Panny Królowej Wszechświata, także kościół Najświętszej Maryi Panny Królowej Świata – rzymskokatolicki kościół parafialny znajdujący się przy ul. Opaczewskiej, w dzielnicy Ochota w Warszawie.

## Opis
Od 1928 roku w swoim domu przy ul. Opaczewskiej 20 szarytki prowadziły szkołę, w której znajdowała się również kaplica. W 1949 roku przy budynku wzniesiono prowizoryczny drewniany kościół, omurowany później cegłą rozbiórkową. W marcu 1950 roku arcybiskup Stefan Wyszyński erygował przy kościele parafię.
Od lat 60. XX wieku bezskutecznie podejmowano starania o zgodę na budowę nowej świątyni. Uzyskano ją w czerwcu 1977 roku. W październiku 1977 roku biskup Jerzy Modzelewski wmurował akt erekcyjny pod budowę kościoła.
Świątynię wraz z niektórymi elementami wystroju (ławy i konfesjonał z drewna dębowego) zaprojektował Leszek Klajnert. Powstała w latach 1977−1981. Jest jednonawowa i ma dwie kondygnacje. Skromna bryła kościoła z narożną wieżą przypomina wzbijający się w górę samolot, co stanowiło nawiązanie do pobliskiego lotniska Warszawa-Okęcie. Ściany zewnętrzne pokryto białym tynkiem, a wieżę z dwóch stron rozcięto bruzdami w kształcie krzyży. Od strony północnej świątynia została połączona z domem parafialnym. 
Na ścianie ołtarzowej umieszczono plastyczny wizerunek Matki Bożej Królowej Wszechświata autorstwa Krzysztofa Gąsiorowskiego, a witraże wykonała Teresa Chromy-Gąsiorowska. Nad frontowymi drzwiami znajduje się balkon chóru z 21-głosowymi organami mechanicznymi z pracowni Włodzimierza Truszczyńskiego. W dolnym kościele umieszczono m.in. krucyfiks autorstwa Jerzego Machaja i mozaikę Matki Boskiej Częstochowskiej Wandy Rodowicz.
Kościół został konsekrowany w czerwcu 1982 roku przez kardynała Józefa Glempa.
Przed kościołem ustawiono rzeźbę Jezusa Chrystusa wykonaną przez Macieja Maciejewskiego. Od strony ul. Opaczewskiej znajduje się drewniany krzyż z 1904 roku.